# Центратор

Рисунок 1. — Центратори: а, б, в — з планками, розміщеними по твірній корпуса; г — зі спіральними планками

Рисунок 2. — Схема компоновки для вирізання ділянки обсадної колони
1 — вирізний пристрій, 2 — обважнені бурильні труби, 3 — центратор, 4 — бурильні труби, 5 — обсадна колона

Центратори призначені для забезпечення суміщення осі бурильної колони з віссю свердловини в місцях їх встановлення.
Для центрування колони у стовбурі свердловини на обсадних трубах монтують пружні центратори. Пружні центратори  складаються із двох кілець, які з‘єднані між собою вигнутими пружними планками. Центратори монтуються на муфтах обсадної колони, або на спеціальних кільцях, які можна кріпити в будь-якому місці обсадної труби. Використовують також жорсткі центратори із привареними до кілець ребрами. Центратори встановлюють між продуктивними горизонтами, які потрібно ізолювати один від одного. Для визначення кількості центраторів виконують розрахунки.
Важливо: у найбільшій аварії століття в нафтогазовій галузі — Вибух нафтової платформи Deepwater Horizon відправний поштовх дала, очевидно, недостатня кількість центраторів у свердловині при цементуванні хвостовика.